# 路易·勒努
路易·勒努（法語：Louis Renou，1896年—1966年），法国印度学家，法蘭西文學院院士，在向西方介绍用梵文书写的印度文化方面作出了重大贡献。

## 著作
- 《梵文律藏片段》1911
- 《古典印度--印度研究教程》跟让·菲留匝合著，1947
- 《吠陀研究》1952
- 《波你尼语法》1953
- 《吠昙多语法》1957
- 《梵语文学中的经文形式》1963
- 《白巴拉怛版阿他婆吠陀注释》1964
- 《基础印度》1978
- 《吠陀与波你尼研究》两卷，1980，1986
- 《印度研究选题》1997